# Trachelipus graecus
Trachelipus graecus là một loài chân đều trong họ Trachelipodidae. Loài này được Strouhal miêu tả khoa học lần đầu tiên năm 1938.